# آرتیوم موسسیان
آرتیوم ژورایی موسسیان (ارمنی: Արտյոմ Ժորայի Մովսեսյան زادهٔ ۲۲ سپتامبر ۱۹۶۷) خلبان اهل ارمنستان که از تاریخ ۴ مه ۲۰۰۴ تا تاریخ سمت اداره کل هواپیمایی کشوری ارمنستان را برعهده داشت.

## زندگی‌نامه
وی در ۲۲ سپتامبر ۱۹۶۷ در ایروان به دنیا آمد و از دانشگاه پلی‌تکنیک ارمنستان و دانشکده حقوق دانشگاه دولتی ایروان فارغ‌التحصیل گشت. همچنین برندهٔ جوایزی همچون نشان آنانیا شیراکاتسی شده است.